# Jeep Wrangler
De Jeep Wrangler is een serie vierwielaangedreven terreinwagenmodellen (of evt. sports utility vehicle (SUV's)) van het Amerikaanse automerk Jeep. De huidige Wrangler (uit 2017) is verkrijgbaar als tweedeurs met korte wielbasis, en als vierdeurs met ca. een halve meter langere wielbasis, en naar keuze met soft-top, of een afneembare hardtop.

## Geschiedenis
De Wrangler-modellen zijn doorontwikkeld uit de Jeep CJ-modellen (CJ van "Civiele Jeep"), die in 1945 op de markt kwamen, gebaseerd op de Willys MB, de jeep uit de Tweede Wereldoorlog. De productie van de Wrangler begon in 1986 (voor modeljaar 1987) en hij werd in 1996, 2006 en 2017 opgevolgd door respectievelijk een tweede, derde en vierde generatie. Daarnaast is in 2019 een van de huidige Wrangler JL afgeleide pick-up, de Jeep Gladiator (JT), met een nog langere wielbasis, grotere spoorbreedte, en geheel eigen, sterker chassis verschenen.

## Kenmerken
Volstrekt uniek aan de Jeep Wrangler-reeks is dat hij in vrijwel onveranderde bloedlijn het DNA van de eerste jeeps uit 1941 handhaaft — en niet alleen qua uiterlijk. De auto's hebben nog immer een gescheiden chassis en carrosserie, een starre achter- én vooras (voor constante bodemvrijheid en een goede as- of wieluitslag), standaard een open carrosserie met afneembare deuren en een voorruit die voorover geklapt kan worden. Ook het vierwielaandrijvingssysteem is standaard nog altijd part-time, met een tussenbak zónder middendifferentieel.
Toen het modernste Jeep CJ-model, de CJ-7 uit de jaren 70, doorontwikkeld werd tot de eerste Wrangler, kreeg hij - voor één keer - rechthoekige koplampen, om sterk uit te stralen dat het om een aanmerkelijk gemoderniseerd ontwerp zou gaan. Het model had in de jaren 80 namelijk een imagoprobleem gekregen, als gevolg van een aantal ongevallen, waarbij de auto (mogelijk te makkelijk) kantelde, met rechtszaken en negatieve publiciteit tot gevolg. Maar de eerste Wrangler gebruikte grotendeels dezelfde body en chassis van de CJ-7, op dezelfde wielbasis, met slechts beperkte vernieuwingen. Aan de wielophanging werd alleen de spoorbreedte noemenswaardig vergroot, en de wagen stond iets minder hoog op zijn wielen, zodat hij voortaan een grotere zijdelingse hellingshoek aankon, alvorens op zijn kant te rollen of te kiepen. Daarnaast had de eerste generatie Wrangler ten opzichte van de CJ-7 een vernieuwd interieur, en meer comfort.

## Voorgeschiedenis – de CJ-serie
Nadat de oorspronkelijke jeep tijdens de Tweede Wereldoorlog een enorm succes bleek, ontwikkelde fabrikant Willys-Overland al in 1944 een civiele, commerciële versie: de CJ-serie. Het eerste productiemodel, de CJ-2A uit 1945, verschilde vrijwel alleen van de oorlogsjeep in de technische aanpassingen die vereist waren om aan de wet- en regelgeving voor civiele auto's in plaats van legervoertuigen te voldoen. Het enige echt grote verschil was een achterklep. 
Vervolgens werden in de loop der jaren steeds grotere motoren en aandrijfsystemen gemonteerd. Eerst werd begin jaren vijftig een hogere kopkleppenmotor ingevoerd, waardoor de body een nieuwe, meer afgeronde styling kreeg. En verder schoof wegens de invoering van zes- en achtcilindermotoren de firewall tussen het motorcompartiment en de inzittenden steeds verder naar achteren op, totdat uiteindelijk de voorstoelen vrijwel tegen de achterwielkasten van het korte wagentje aan kwamen... Zo werd dan in 1976, na alleen wat centimeterwerk in de voorafgaande 31 jaar, dan eindelijk de wielbasis met tien hele inches (wel 25,4 cm !) verlengd, en kreeg het basismodel Jeep voor het eerst deuren.

## Ontwikkeling door de generaties heen
Hoewel de eerste Wrangler in 1986 voor een nieuw imago moest zorgen, om de ongunstige publiciteit omtrent verkeersongelukken en vermeende onveiligheid te doen vergeten, was het opmerkelijk dat deze eerste telg wél opvallende, nieuwe rechthoekige koplampen kreeg, maar nog steeds vasthield aan het oude, vertrouwde onderstel met starre assen, zowel vóór als achter, en zelfs nog steeds met bladveren. Terwijl hij in 1996 eindelijk de veel modernere schroefveren kreeg, en de koplampen gewoon weer rond werden, en dat tot op heden ook bleven.
In 2006 verscheen voor het eerst sinds 1941 een geheel opnieuw ontworpen Wrangler in de bloedlijn, ontworpen in een periode, dat Jeep deel uit maakte van DaimlerChrysler. Voor het eerst werd ook een langewielbasisversie met vier portieren verkrijgbaar: de Wrangler Unlimited. Deze werd een groot verkoopsucces, inmiddels verantwoordelijk voor driekwart van de Wrangler-verkopen. Hoewel de nieuwste generatie heel erg lijkt op die uit 2006, is hij voor een groot deel opnieuw ontworpen, om heel veel features en innovaties van het vorige model verder te perfectioneren. Zo zijn er nu twee verschillende soft-tops, en is het gemak waarmee delen van het dak geopend kunnen worden, sterk verbeterd. Tegelijk is ook het ontwerp en de sterkte van de veiligheidskooi van de modellen veel prominenter geworden.
Opvallend is, dat zeer kort na het verschijnen van de Wrangler JL ook Mercedes-Benz en Suzuki met hun nieuwe G-klasse en Jimny op de markt kwamen. En ook deze zijn weliswaar geheel nieuw ontworpen (respectievelijk sinds 1979 en 1998) maar tegelijk ook zeer behoudend van opzet gebleven, zowel qua (rechthoekige) vormgeving, constructie, als wielophanging.

## Afbeeldingen

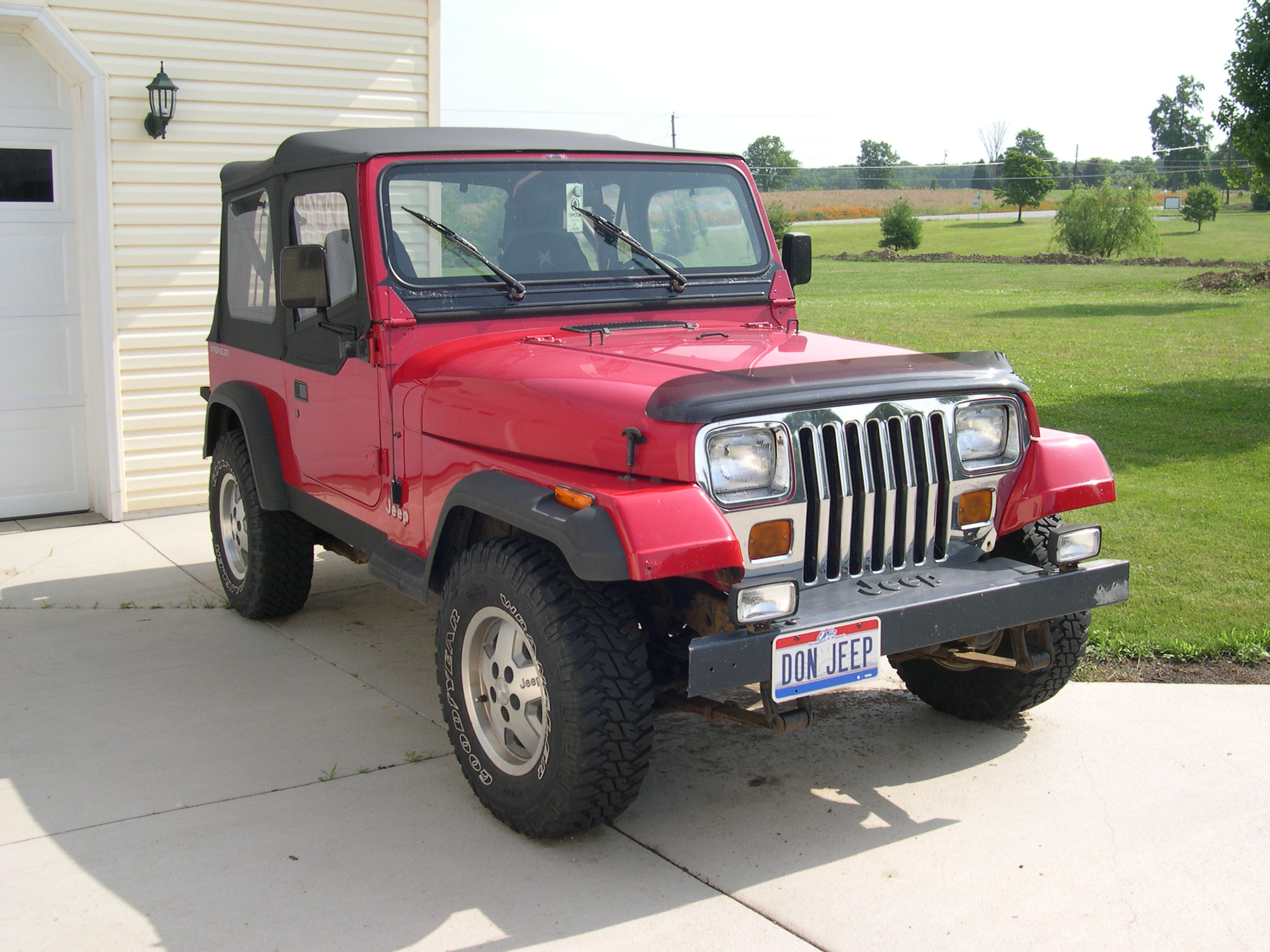
YJ (eerste generatie) (1987-1995)
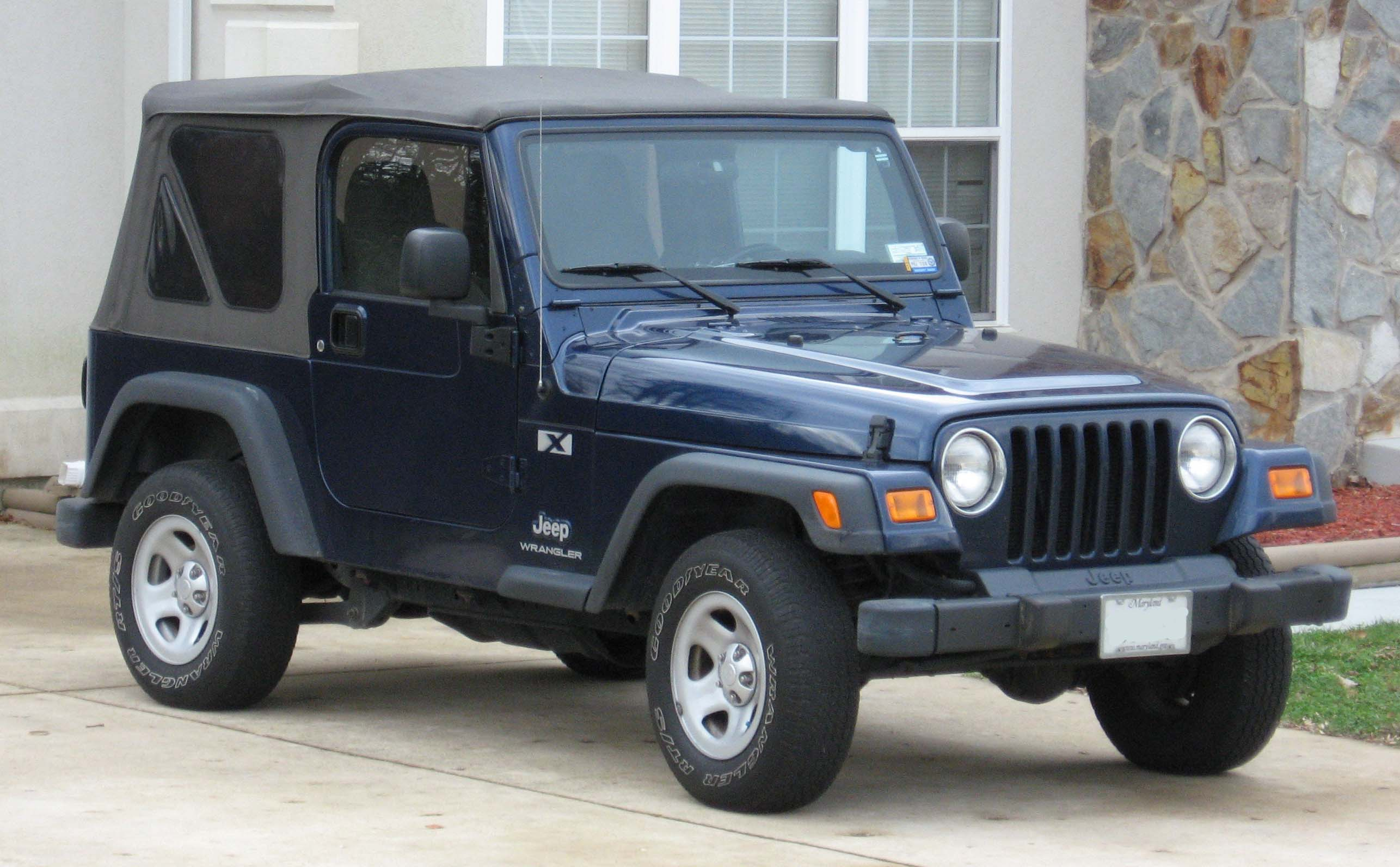
TJ (tweede generatie) (1997-2006)
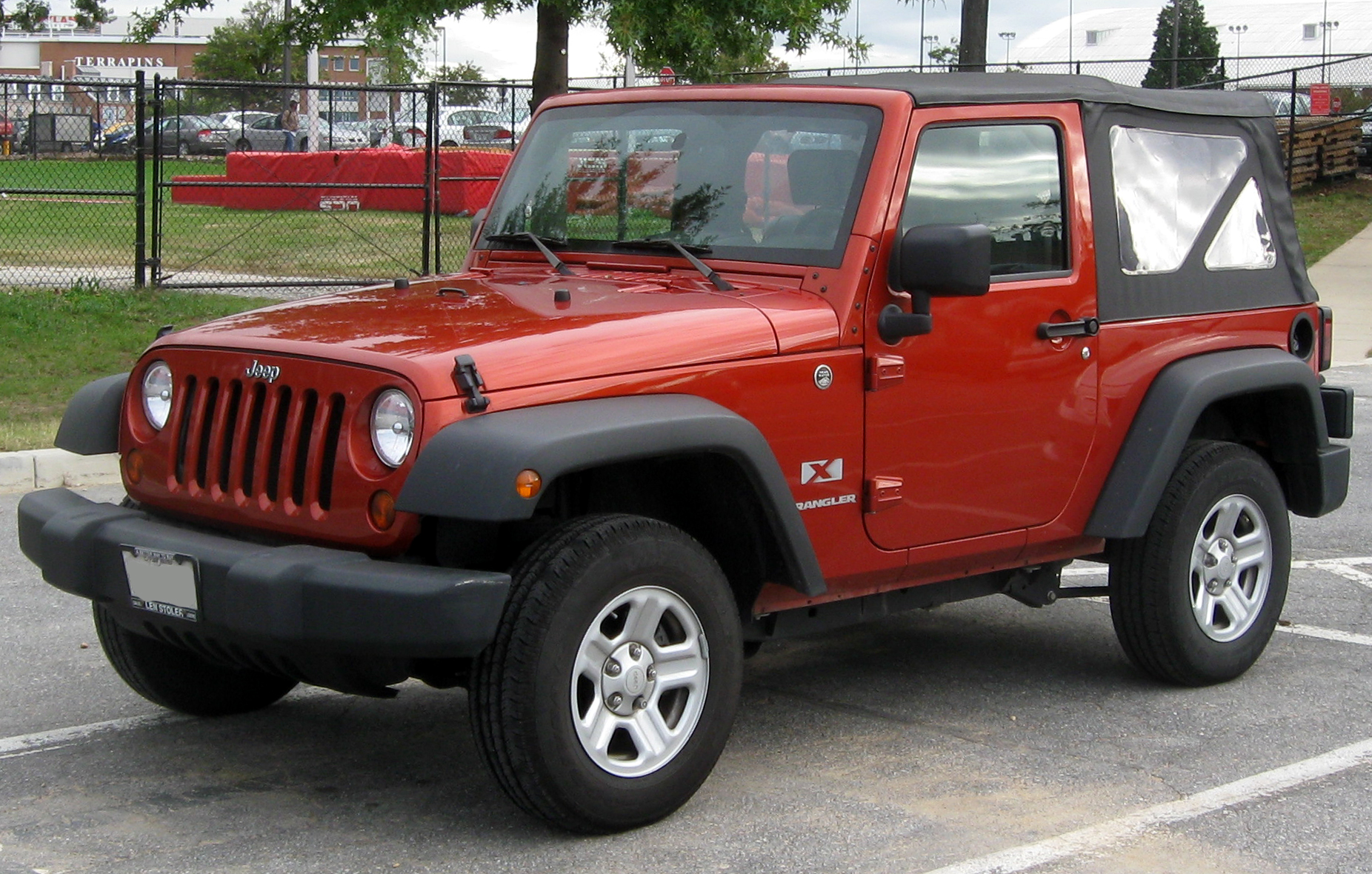
JK (derde generatie) (2007-2017)
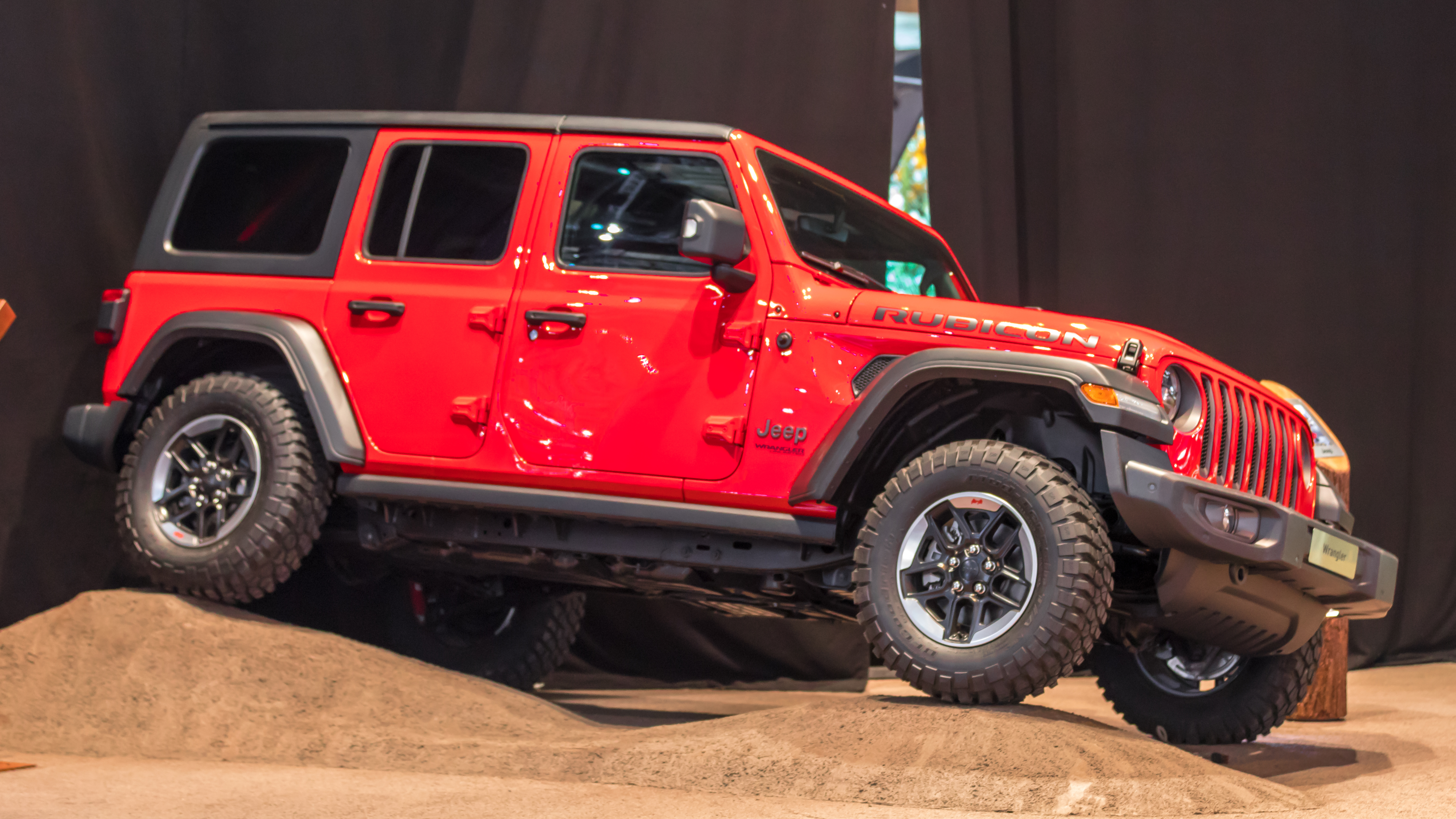
JL (vierde generatie) (2017-heden)